# Arundinella barbinodis
Arundinella barbinodis är en gräsart som beskrevs av Keng f., Bi Sin Sun och Zhi Hao Hu. Arundinella barbinodis ingår i släktet Arundinella och familjen gräs. Inga underarter finns listade i Catalogue of Life.